# Villa Rosita (Sant Boi de Llobregat)
La Villa Rosita o Can Morelló és un edifici modernista del municipi de Sant Boi de Llobregat (Baix Llobregat) que forma part de l'Inventari del Patrimoni Arquitectònic de Catalunya.
Va ser construït de 1914 a 1919 per l'arquitecte Bonaventura Bassegoda i reformada el 1944 per Joaquim Bassegoda.

## Descripció
És una vil·la modernista de planta baixa i dos pisos, amb entrada principal al jardí i una de lateral al carrer de Sant Pere. A la façana principal de la casa, el primer pis és perllongat cap al jardí per una tribuna que fa les funcions de porxo a la planta baixa, i la part superior del qual es converteix en terrassa del segon pis. L'entrada està a l'altura d'aquest primer pis amb accés mitjançant una escala flanquejada per quatre columnes acabades en capitell jònic i amb un frontó neoclàssic. Les altres obertures de la casa (portes i finestres) estan decorades amb motius florals típicament modernistes i amb mosaics.
Les baranes de la terrassa, balconets i terrat són de pedra artificial i al terrat llueix uns grans florons de terra cuita. El jardí és a tres nivells, amb un templet al més alt. Tota la propietat està tancada per un mur de pedra amb una franja decorada amb mosaics modernistes, excepte una part del carrer de Sant Pere on hi ha la reixa d'entrada. Malhauradament, contemplant l'edifici des de fora, aquest presenta un estat d'abandonament per part dels propietaris...